# Piedra decorada de Montastruc (Palart 518)

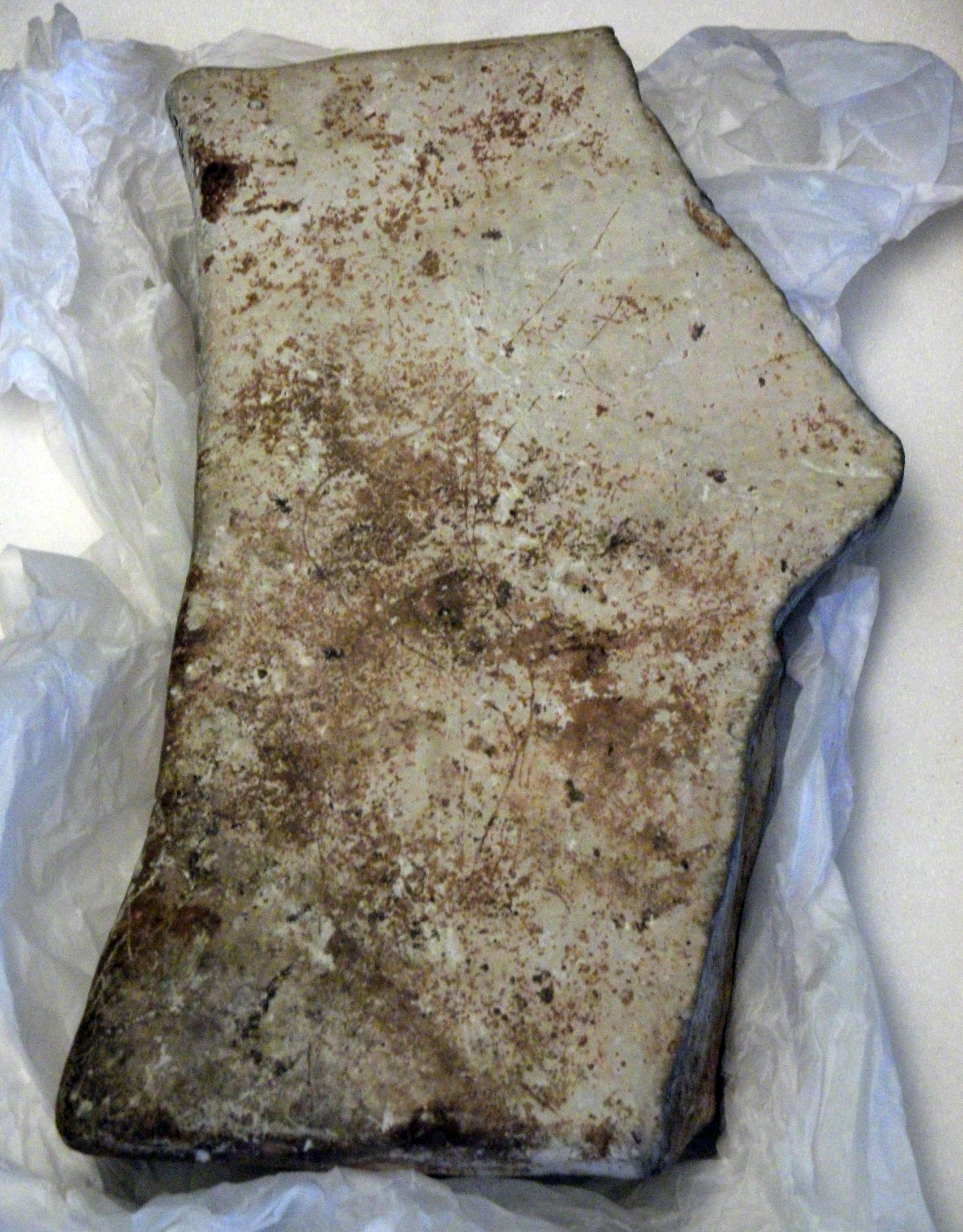
Palart 518; se puede percibir la figura en el centro del fragmento

La piedra decorada de Montastruc  (Palart 518) es un ejemplo del arte paleolítico, que ahora se encuentra en el Museo británico. En ella se ha grabado una figura humana, que parece ser la de una mujer, para decorar un fragmento de una roca caliza utilizada como lámpara.  La pieza se obtuvo en la cueva de Coubert, en Montastruc, en Tarn y Garona, Mediodía-Pirineos, Francia, en la orilla norte del río Aveyron, afluente del Tarn. Está datada alrededor del año 11 000 a. C., dentro del período Magdaleniense tardío del Paleolítico superior, hacia el final de la última Edad de Hielo.  Fue encontrada en las excavaciones realizadas por Édouard Lartet y Henry Christy en 1863, quien la legó, con muchas otras piezas, al citado museo.
La piedra tiene unas dimensiones de 23 cm de largo, 14.5 cm de ancho y un altura de 5.2 cm. El Swimming Reindeer ("el reno que nada" y el lanzador de lanzas para la caza de Mamuts fueron encontrados en el mismo lugar.  Generalmente no están en exposición, pero entre el 7 de febrero y el 26 de mayo de 2013 fueron exhibidos como parte de la exposición Ice Age Art: Arrival of the Modern Mind.
El anverso de la losa de caliza presenta una hendidura natural en la que se quemaba grasa, probablemente para iluminar el refugio en la roca. El grabado parece haber sido realizado una vez que se rompió la lámpara de piedra, ya que la figura parece centrada en el fragmento con mucha pulcritud.  La figura sin cabeza se muestra de lado, inclinada hacia la derecha, con grandes muslos y nalgas cuidadosamente dibujados. El torso delgado muestra un pequeño triángulo agudo que puede representar los pechos, o quizás un arma. Las dos líneas que definen la parte delantera y trasera del perfil son continuas y "dibujadas con confianza", aunque convergen al nivel de las rodillas. Unas líneas adicionales bajo la cintura pueden representar un delantal o falda.  Las venus prehistóricas de Neuwied, en Alemania, presentan características similares.